# الحمرة (همدان)

تعديل مصدري - تعديل

الحمرة هي إحدى قرى عزلة ربع همدان بمديرية همدان التابعة لمحافظة صنعاء، يبلغ تعداد سكانها 523 نسمة حسب تعداد اليمن لعام 2004.